# Грин-Бей
Грин-Бей (англ. Green Bay) — город в США, штат Висконсин, центр округа Браун. Расположен на берегу залива Грин-Бей озера Мичиган в устье реки Фокс. Город находится на высоте 177 метров над уровнем моря, в 180 км к северу от Милуоки. Численность населения Грин-Бея на 2000 год составляла 102 313 чел., а на 2008 год — 101 025 чел. По этому показателю город занимает третье место в штате (после Мэдисона и Милуоки), а также третье место среди городов западного побережья озера Мичиган (после Милуоки и Чикаго).
Грин-Бей — индустриальный город. Здесь расположены несколько мясокомбинатов, бумажная фабрика, крупный порт. Также в Грин-Бей расположен Национальный железнодорожный музей США, а также Висконсинский университет в Грин-Бее.
Город является домом команды Национальной футбольной лиги «Грин-Бей Пэкерс», которая тринадцать раз побеждала в первенстве Национальной Футбольной Лиги, в том числе четыре раза выигрывала Супербоул.
Грин-Бей дважды (в 1964 и 1999 годах) получал награду «Всеамериканский город».

## История
Исследования археологов показали, что люди жили на территории Грин-Бея ещё до прибытия первых французских поселенцев.
Жан Николь был уполномочен основателем Новой Франции, Самуэлем де Шампленом, для заключения мирного союза с индейцами, которые вмешивались во французскую торговлю, и постараться найти более короткий торговый маршрут в Китай через Канаду. Николь со своими людьми услышал от индейцев Хо-Чанк, которые кочевали по тихоокеанскому побережью по богатых ресурсами землям, включая плодородную почву, леса, и животных. Николь отправляется в поездку на эту Новую Землю незадолго до зимы в 1634 году. Он плыл наверх по реке Оттава, через озеро Ниписсинг вниз по Французской реке впадающей в озеро Гурон, затем через пролив Макино в озеро Мичиган и, как полагают, сошёл на берег на территории нынешнего Грин Бэя. Этот маршрут позже стал использоваться для торговли мехами.
В 1860 году была закончена прокладка железной дороги в город. Это позволило наладить торговлю и бизнес. Также Грин-Бей стал центром бумажной промышленности в Висконсине, которая обеспечивала работой больше половины населения города и окрестностей, также в городе был открыт порт для международной торговли.
В 1934 году президент США Франклин Рузвельт лично приехал в Грин-Бей, на празднование трёхсотлетия города. К 1950 году население города составляло 52 735 человек. В 1964 году город Пребл вошёл в состав Грин-Бей.

## География
По данным Бюро переписи населения США город Грин-Бей имеет общую площадь в 140.6 км², из которых 113.7 км² занято землёй, а 27 км² водой.
Граничит с посёлком Аллуез на юге.

## Климат
В Грин-Бее влажный континентальный климат (Dfb по классификации климатов Кёппена), смягчённый близостью города к озеру Мичиган. В городе представлены большие сезонные различия температуры: лето тёплое, иногда жаркое, зима холодная, морозная, продолжительная. Средняя температура воздуха в январе −9,1 °C, в июле 21,1 °C.